# 15.º Troféu HQ Mix
O 15º Troféu HQ Mix, referente aos lançamentos de quadrinhos de 2002, teve seu resultado divulgado em junho de 2003. A premiação ocorreu em 24 de junho, na choperia do Sesc Pompeia, em São Paulo. O prêmio foi apresentado por Serginho Groisman.
O troféu (que homenageia um autor diferente a cada ano) representava os personagens Zeferino, Bode Orelana e Graúna, criados por Henfil, e foi confeccionado pelos artistas plásticos Olintho Tahara e Anália Tahara. Antes do evento, foi exibido o documentário sobre Henfil da série Profissão Cartunista, exibida pela TV Senac. Ainda em homenagem ao artista, a Companhia de Teatro Troles e Bondes, capitaneada pela atriz Vanessa Viotti, realizou uma performance interpretando vários de seus personagens.

## Prêmios eleitos pelos votantes
| Categoria                            | Vencedor                                                                          |
| Desenhista nacional                  | Laerte                                                                            |
| Desenhista estrangeiro               | Takehiko Inoue                                                                    |
| Roteirista nacional                  | Lourenço Mutarelli                                                                |
| Roteirista estrangeiro               | Alan Moore                                                                        |
| Desenhista revelação                 | André Kitagawa                                                                    |
| Chargista                            | Angeli                                                                            |
| Caricaturista                        | Loredano                                                                          |
| Cartunista                           | Gilmar                                                                            |
| Ilustrador                           | Renato Guedes                                                                     |
| Colorista                            | Alexandre Jubran                                                                  |
| Revista infantil                     | Turma do Xaxado (Antonio Cedraz / independente)                                   |
| Revista de humor                     | Grump (Orlandelli / editora Escala)                                               |
| Revista de clássico                  | Novos Deuses (Jack Kirby / Opera Graphica)                                        |
| Revista mix                          | Front (vários autores / Via Lettera)                                              |
| Revista de terror                    | Sandman (Neil Gaiman / Brainstore)                                                |
| Revista de aventura e ficção         | Vagabond (Takehiko Inoue / Conrad)                                                |
| Revista seriada                      | Holy Avenger (Marcelo Cassaro e Érica Awano / Editora Talismã)                    |
| Graphic novel nacional               | Fantasmagoriana (Wellington Srbek e Flavio Colin / independente)                  |
| Graphic novel estrangeira            | A Paixão do Arlequim (Neil Gaiman e John Bolton / Conrad)                         |
| Minissérie estrangeira               | Wolverine - origem (Paul Jenkins e Andy Kubert / Panini Comics)                   |
| Edição especial                      | Filho do urso e outras histórias (Flavio Colin / Opera Graphica)                  |
| Revista sobre HQ                     | Herói.com.br (Conrad)                                                             |
| Revista independente                 | Top! Top! (Henrique Magalhães)                                                    |
| Fanzine                              | Informal (André Diniz e Antonio Eder, editores)                                   |
| Projeto gráfico                      | Ragú Cordel (vários autores / independente)                                       |
| Álbum de humor                       | Níquel Náusea - com mil demônios (Fernando Gonsales / Devir)                      |
| Álbum de ficção                      | 10 na área, um na banheira e ninguém no gol (vários autores / Via Lettera)        |
| Álbum de aventura                    | A soma de tudo - parte II (Lourenço Mutarelli / Devir)                            |
| Álbum infantil                       | Todo Pererê 1 (Ziraldo / Salamandra)                                              |
| Álbum de clássico                    | Fritz the Cat (Robert Crumb / Conrad)                                             |
| Álbum de terror                      | Calafrio - 20 anos depois (vários autores / Opera Graphica)                       |
| Livro de charges                     | Era uma vez FH (Chico Caruso / Devir)                                             |
| Livro de caricaturas                 | Alfabeto literário (Loredano / Capivara)                                          |
| Livro de cartum                      | Humor pela paz e a falta que ela faz (Mario Dimov Mastrotti, organizador / Virgo) |
| Livro teórico                        | Tá rindo do quê? (Camilo Riani / Editora Unimep)                                  |
| Álbum de figurinhas                  | Sítio do Pica-pau Amarelo (Panini)                                                |
| Tira nacional                        | Piratas do Tietê (Laerte)                                                         |
| Tira estrangeira                     | Calvin (Bill Watterson)                                                           |
| Projeto editorial                    | Front (vários autores / Via Lettera)                                              |
| Desenho animado para cinema          | A era do gelo                                                                     |
| Desenho animado para TV              | Bob Esponja Calça Quadrada                                                        |
| Exposição                            | Laerte por Laerte (Museu de Artes Gráficas)                                       |
| Festival / Salão                     | IV Festival Internacional de Humor e Quadrinhos de Pernambuco                     |
| Adaptação para outro veículo         | Homem-Aranha (filme)                                                              |
| Site de HQ                           | Nona Arte                                                                         |
| Site sobre HQ                        | Universo HQ                                                                       |
| Personagem destaque                  | Homem-Aranha                                                                      |
| Jornalista especializado no segmento | Sidney Gusman                                                                     |
| Editora do ano                       | Nona Arte                                                                         |
|                                      | Panini                                                                            |

## Prêmios eleitos pela comissão e pelos júris especiais
| Categoria                  | Vencedor |
| Grande contribuição do ano | Inauguração do Museu de Artes Gráficas |
| Grande mestre              | Renato Canini |
| Homenagem especial         | Marisa Furtado, da Scriptorium, que realizou o documentário Profissão Cartunista: Henfil                                                           |
|                            | Ivan Consenza de Souza, filho de Henfil |
| Valorização da HQ          | As Aventuras de Nhô-Quim & Zé Caipora: os primeiros quadrinhos brasileiros 1869-1883 (Athos Eichler Cardoso, organizador / editora Senado Federal) |